# Alexandr Krasnyj
Alexandr Vladímirovich Krasnyj –en ruso, Александр Владимирович Красных– (Bugulmá, 19 de junio de 1995) es un deportista ruso que compite en natación, especialista en el estilo libre.
Ganó tres medallas en el Campeonato Mundial de Natación, en los años 2017 y 2019, y cuatro medallas en el Campeonato Mundial de Natación en Piscina Corta entre los años 2016 y 2018.
Además, obtuvo tres medallas en el Campeonato Europeo de Natación, en los años 2014 y 2021, y dos medallas en el Campeonato Europeo de Natación en Piscina Corta de 2017.

## Palmarés internacional
| Campeonato Mundial en Piscina Corta | Campeonato Mundial en Piscina Corta | Campeonato Mundial en Piscina Corta | Campeonato Mundial en Piscina Corta |
| Año                                 | Lugar                               | Medalla                             | Prueba                              |
| ----------------------------------- | ----------------------------------- | ----------------------------------- | ----------------------------------- |
| 2017                                | Budapest (Hungría)                  | Medalla de plata                    | 4 × 200 m libre                     |
| 2017                                | Budapest (Hungría)                  | Medalla de bronce                   | 200 m libre                         |
| 2019                                | Gwangju (Corea del Sur)             | Medalla de plata                    | 4 × 200 m libre                     |
| Campeonato Mundial en Piscina Corta |                                     |                                     |                                     |
| Año                                 | Lugar                               | Medalla                             | Prueba                              |
| 2016                                | Windsor (Canadá)                    | Medalla de oro                      | 4 × 200 m libre                     |
| 2016                                | Windsor (Canadá)                    | Medalla de plata                    | 400 m libre                         |
| 2016                                | Windsor (Canadá)                    | Medalla de bronce                   | 200 m libre                         |
| 2018                                | Hangzhou (China)                    | Medalla de plata                    | 4 × 200 m libre                     |
| Campeonato Europeo                  |                                     |                                     |                                     |
| Año                                 | Lugar                               | Medalla                             | Prueba                              |
| 2014                                | Berlín (Alemania)                   | Medalla de plata                    | 4 × 200 m libre                     |
| 2021                                | Budapest (Hungría)                  | Medalla de oro                      | 4 × 200 m libre                     |
| 2021                                | Budapest (Hungría)                  | Medalla de bronce                   | 4 × 200 m libre mixto               |
| Campeonato Europeo en Piscina Corta |                                     |                                     |                                     |
| Año                                 | Lugar                               | Medalla                             | Prueba                              |
| 2017                                | Copenhague (Dinamarca)              | Medalla de oro                      | 400 m libre                         |
| 2017                                | Copenhague (Dinamarca)              | Medalla de plata                    | 200 m libre                         |